# Le Reniement de saint Pierre (La Tour)
Pour les articles homonymes, voir Le Reniement de saint Pierre.
Le Reniement de saint Pierre est un tableau de Georges de La Tour peint en 1650, conservé au musée d'Arts de Nantes.

## Thème
Le tableau représente un épisode du Nouveau Testament qui est rattaché à la Passion du Christ. Alors que celui-ci a été arrêté par les troupes romaines et que ses proches sont également menacés, son compagnon Pierre se trouve confronté au dilemme moral de devoir renier son maître pour sauver sa propre vie.

## Description
Le tableau est daté et signé de la main de l'artiste. Dans une approche très caravagesque, le sujet principal de l’œuvre est rejeté sur le côté du tableau, où la place principale est donnée aux soldats qui jouent autour d'une table.
Dans la société française du XVIIe siècle, « le jeu est inséparable de la luxure » et témoigne de « l'indifférence au salut ». Ces thèmes sont illustrés ici et dans un autre tableau de Georges de La Tour, Le Tricheur à l'as de carreau, contemporains du Page disgracié de Tristan L'Hermite : « Les soldats toujours présents, qui s'en remettent au sort quand s'accomplit le pire péché, celui qui consiste à miser sur les biens terrestres, la vie pour Pierre, le désir d'inverser la fortune pour le page qui croit que la disgrâce n'est que conjoncturelle », sont également condamnés par les Évangiles :

« Ils le crucifièrent et se partagèrent ses vêtements en tirant au sort (Mc 15,24) »

« Après l'avoir crucifié, ils se partagèrent ses vêtements, en tirant au sort (Mt 27,35) »

« Ils se partagèrent ses vêtements en tirant au sort (Lc 23,34) »

« Ils se sont partagé mes vêtements, et ils ont tiré au sort ma tunique. Voilà ce que firent les soldats (Jn 19,34) »

## Historique
Le Reniement de saint Pierre est initialement réalisé sur commande du maréchal de la Ferté-Senneterre, gouverneur de la Lorraine où vit et travaille La Tour. Un règlement de 650 francs daté de l'année 1650 témoigne de l’acquisition d'un Reniement de saint Pierre pour enrichir la collection du maréchal : celui-ci est alors l'un des plus importants collectionneurs des tableaux de La Tour. Il est possible que ce tableau, qui se situe à la fin de la carrière et de la vie du maître lorrain, soit partiellement exécuté avec la collaboration de son fils Étienne.
Le tableau est acquis en 1810 à François Cacault par le musée de Nantes, où il est désormais conservé et exposé.